# Stefano Perugini
Pour les articles homonymes, voir Perugini.
Stefano Perugini (né le 10 septembre 1974 à Viterbe, dans le Latium) est un pilote de vitesse moto italien.

## Palmarès
- 6e au Championnat du monde de vitesse moto 1996 en 125 cm3
- 4e au Championnat du monde de vitesse moto 2003 en 125 cm3